# Evergreen (軟件)
Evergreen是一個開放原始碼（GNU通用公共許可證）的圖書館自動化（ILS），讀者可以萬維網實現圖書的查找和借閱，許多北美的圖書館都使用它。 

## 功能
- OPAC
- 圖書館目錄
- 借閱服務
- 統計報告

## 系統需求

### 伺服器端
- Linux操作系統
- PostgreSQL數據庫管理系統
- Apache HTTP Server網頁伺服器

### 客戶端
- 網頁瀏覽器